# Archidiecezja
Archidiecezja (z gr. arche – pierwszeństwo), arcybiskupstwo – jednostka terytorialna wyższej administracji kościelnej. Istnieją ich cztery rodzaje:
1. archidiecezja metropolitalna – arcybiskup metropolita,
2. archidiecezja tytularna (historyczna) – arcybiskup tytularny,
3. archidiecezja rezydencjalna (podlega bezpośrednio Stolicy Apostolskiej, nie należy do metropolii i nie podlegają jej sufraganie) – arcybiskup rezydencjalny,
4. archidiecezja sufragalna – należy do metropolii, ale nie jest metropolitalna.

Archidiecezje są tworzone zazwyczaj jako planowane (aczkolwiek nie zawsze zrealizowane) metropolie. Czasami są to również byłe metropolie, które zachowały tytuł, choć utraciły sufraganie lub też otrzymują go honorowo w nawiązaniu do byłego statusu metropolii.